# Open de Riga de snooker 2014
L'Open de Riga 2014 est un tournoi de snooker classé mineur, qui s'est déroulé du 7 au 10 août 2014 à la Riga Arena à Riga en Lettonie. Il est sponsorisé par Kaspersky Lab. 

## Déroulement
Il s'agit de la deuxième épreuve du championnat européen des joueurs, une série de tournois disputés en Europe (6 épreuves) et en Asie (3 épreuves), lors desquels les joueurs doivent accumuler des points afin de se qualifier pour la grande finale à Bangkok.
L'événement compte un total de 187 participants, dont 128 ont atteint le tableau final. Le vainqueur remporte une prime de 25 000 €.
Le tournoi est remporté par Mark Selby qui domine Mark Allen 4 à 3 en finale, alors qu'il était mené 3 à 0.

## Dotation
La répartition des prix est la suivante :
- Vainqueur : 25 000 €
- Finaliste : 12 000 €
- Demi-finaliste : 6 000 €
- Quart de finaliste : 4 000 €
- 8èmes de finale : 2 300 €
- 16èmes de finale : 1 200 €
- Deuxième tour : 700 €
- Dotation totale : 125 000 €

## Phases finales
|  | Quarts de finale au meilleur des 7 manches | Quarts de finale au meilleur des 7 manches | Quarts de finale au meilleur des 7 manches |            |               | Demi-finales au meilleur des 7 manches | Demi-finales au meilleur des 7 manches | Demi-finales au meilleur des 7 manches |  |  | Finale au meilleur des 7 manches | Finale au meilleur des 7 manches | Finale au meilleur des 7 manches |
|  |                                            |                                            |                                            |            |               |                                        |                                        |                                        |  |  |                                  |                                  |                                  |
|  |                                            | Sean O'Sullivan                            | 0                                          |            |               |                                        |                                        |                                        |  |  |                                  |                                  |                                  |
|  |                                            | Mark Allen                                 | 4                                          |            |               |                                        |                                        |                                        |  |  |                                  |                                  |                                  |
|  |                                            | Mark Allen                                 | 4                                          |            | Mark Allen    | 4                                      |                                        |                                        |  |  |                                  |                                  |                                  |
|  |                                            |                                            |                                            |            | Mark Allen    | 4                                      |                                        |                                        |  |  |                                  |                                  |                                  |
|  |                                            |                                            | Anthony McGill                             | 3          |               |                                        |                                        |                                        |  |  |                                  |                                  |                                  |
|  |                                            | Anthony McGill                             | Anthony McGill                             | 3          | 4             |                                        |                                        |                                        |  |  |                                  |                                  |                                  |
|  |                                            | Anthony McGill                             |                                            |            | 4             |                                        |                                        |                                        |  |  |                                  |                                  |                                  |
|  |                                            | Judd Trump                                 | 3                                          |            |               |                                        |                                        |                                        |  |  |                                  |                                  |                                  |
|  |                                            |                                            |                                            |            |               |                                        |                                        |                                        |  |  |                                  | Mark Allen                       | 3                                |
|  |                                            |                                            |                                            | Mark Selby | 4             |                                        |                                        |                                        |  |  |                                  |                                  |                                  |
|  |                                            | Barry Hawkins                              | 4                                          |            |               |                                        |                                        |                                        |  |  |                                  |                                  |                                  |
|  |                                            | Marco Fu                                   | 3                                          |            |               |                                        |                                        |                                        |  |  |                                  |                                  |                                  |
|  |                                            | Marco Fu                                   | 3                                          |            | Barry Hawkins | 0                                      |                                        |                                        |  |  |                                  |                                  |                                  |
|  |                                            |                                            |                                            |            | Barry Hawkins | 0                                      |                                        |                                        |  |  |                                  |                                  |                                  |
|  |                                            |                                            | Mark Selby                                 | 4          |               |                                        |                                        |                                        |  |  |                                  |                                  |                                  |
|  |                                            | Peter Ebdon                                | Mark Selby                                 | 4          | 2             |                                        |                                        |                                        |  |  |                                  |                                  |                                  |
|  |                                            | Peter Ebdon                                |                                            |            | 2             |                                        |                                        |                                        |  |  |                                  |                                  |                                  |
|  |                                            | Mark Selby                                 | 4                                          |            |               |                                        |                                        |                                        |  |  |                                  |                                  |                                  |

## Finale
| Finale au meilleur des 7 manches Arbitre : Paul Cosgriff |                          |                       |
| Mark Allen Irlande du Nord                               | 3 - 4 ( - )              | Mark Selby Angleterre |
| 0 74                                                     | Centuries Meilleur break | 1 100                 |
| Mark Selby remporte l'Open de Riga 2014                  |                          |                       |